# 公爵
公爵（こうしゃく、英: duke、羅: dux、独: Herzog）は、爵位（五爵）の第1位。侯爵の上位に相当する。ヨーロッパ諸国の貴族の爵位の日本語訳に使われる。

## 概要
日本ではこの「公」によって（英語の場合であれば）princeとdukeの両方の称号を表そうとしたため混乱を生じることとなった。princeは基本的には小国の君主や諸侯、王族の称号であり、dukeは諸侯の称号である。日本語では、例えばモナコやリヒテンシュタインの君主、マルタ騎士団長などのprinceを「公」ではなく「大公」と訳すことで「公爵」（duke）との区別をつけようとする場合がある。ただし、こうして便宜的に使用された場合の「大公」は、ルクセンブルクの君主がもつ称号grand dukeやロシア等のgrand prince、オーストリアのarchdukeと区別される必要が改めて生じてくる。逆に、日本の華族制度における「公爵」の公式英訳にはdukeではなくprinceが当てられた。
日本語では侯爵と発音が同じであることから区別する必要があるときは「おおやけ-こうしゃく」と呼ばれた。

## 日本の公爵

### 華族の公爵
1869年（明治2年）6月17日の行政官達543号において公家と武家の最上層である大名家を「皇室の藩屏」として統合した華族身分が誕生した。当初は華族内において序列を付けるような制度は存在しなかったが、当初より等級付けを求める意見があった。様々な華族等級案が提起されたが、最終的には法制局大書記官の尾崎三良と同少書記官の桜井能監が1878年（明治11年）に提案した上記の古代中国の官制に由来する公侯伯子男からなる五爵制が採用された。
1884年（明治17年）5月頃に賞勲局総裁柳原前光らによって各家の叙爵基準となる叙爵内規が定められ、従来の華族（旧華族）に加えて勲功者や臣籍降下した皇族も叙爵対象に加わり、同年7月7日に発せられた華族令により、五爵制に基づく華族制度の運用が開始された。
公爵は華族の中でも最上位の階級（従一位相当）であり、全爵位の中でも最も少数だった。叙爵内規では公爵の叙爵基準について「親王諸王ヨリ臣位に列セラルル者 旧摂家 徳川宗家 国家二偉功アル者」と定められている。公爵家の数は1884年時点では11家（華族家の総数509家）、1907年には15家（同903家）、1926年時には19家（952家）、1947年時には17家（889家）である。
華族そのものが「皇室の藩屏」だが、公爵家はその中でも特に天皇に近しい選民集団だった。皇族妃となるのは公侯爵の娘が多く、さらに公侯爵は伯子男爵家と婚姻関係を持ったので、皇族と華族は親類縁者の集合体として一体化していった。天皇への拝謁には上から単独拝謁、広間で集団でお迎えする列立拝謁、廊下や庭園などに居並ぶ通御懸け拝謁の三種類あるが、公侯爵のような上級華族は単独拝謁が許されていた。また新年歌会始の読師は伯爵以上の有爵者でなければならないとされていた。
華族の使用人数は一般に爵位の高い家ほど多い傾向があるが、1915年（大正4年）末時点における使用人数の平均は侯爵家が43.7人から47.8名であるのに対し、公爵家のそれは10名ほど少ない。侯爵家の方が資産家である旧大藩大名華族が多いためと思われる。特に旧公家華族は経済的に困窮している家が多かったことから、明治27年（1894年）には明治天皇の結婚25周年記念で「旧堂上華族恵恤賜金」が作られ、その利子が旧公家華族に支給されることになった。配分は公侯爵が3、伯爵が2、子爵が1という割合で年間支給額では公侯爵が1800円、伯爵1200円、子爵600円だった。
1947年（昭和22年）5月3日に施行された日本国憲法第14条（法の下の平等）において「華族その他の貴族の制度は、これを認めない。」と定められたことにより、公爵位を含めた華族制度は廃止された。

#### 貴族院における公爵
1889年（明治22年）の貴族院令（勅令第11号）により貴族院議員の種別として華族議員が設けられ（ほかに皇族議員と勅任議員がある）、公侯爵は満25歳（大正14年以降は満30歳）に達すれば自動的に終身で貴族院議員に列することとなった。これに対して伯爵以下は同爵者の間の連記・記名投票選挙によって当選した者のみが任期7年の華族議員となった。また公侯爵議員が無給だったのに対し、伯爵以下の議員は有給であるという違いがあった。こうした違いから公侯爵議員は伯爵以下の議員たちほど貴族院活動に熱心ではない傾向があり、本会議出席率さえ十分ではなかった。特に現役軍人である公侯爵議員は皇族議員と同様に軍人の政治不関与の原則から貴族院に出席しないのが慣例になっていた（必ず入隊することになっていた皇族や王公族ほどではないものの、華族もノブレス・オブリージュの一環でなるべく入隊するよう奨励されていた）。しかし公侯爵全員が不熱心だったわけではなく、近衛篤麿公爵、近衛文麿公爵、徳川家達公爵、二条基弘公爵など代表的な貴族院政治家として活躍した公爵もいる。
また歴代貴族院議長は伊藤博文伯爵と松平頼寿伯爵を除き全員が公侯爵であり、貴族院副議長も公侯爵が多かった。議院内の役職に家格意識が反映されるのは近世以前の序列意識に基づく「座りの良さ」のあらわれであり、これが議事運営に影響を与えるというのが貴族院の特徴の一つであった。貴族院内には爵位ごとに会派が形成されていたが、公侯爵は長年各派に分散していた。しかし1927年（昭和2年）には近衛文麿公爵の主導で「火曜会」という公侯爵議員による院内会派が形成された。これは互選がないゆえに「一番自由な立場」である世襲議員の公侯爵議員は「貴族院の自制」が必要だと考える者が多く、そのため公侯爵が結束してその影響力を大きくすることで子爵を中心とする院内最大会派の研究会を抑え込み、貴族院を「事実上の権限縮小」「貴族院は衆議院多数の支持する政府を援けて円満にその政策を遂行させてゆく」存在にすることができるという考えに立脚したものだった。近衛文麿公爵のほか、徳川家達公爵、木戸幸一侯爵、細川護立侯爵、広幡忠隆侯爵などが賛同して協力していた。

#### 叙爵内規
叙爵内規では公爵の基準について「親王諸王ヨリ臣位に列セラルル者 旧摂家 徳川宗家 国家二偉勲アル者」と定められていた。具体的には以下のようになっている。
1. 親王諸王ヨリ臣位に列セラルル者 - 「親王諸王」とは後の1889年（明治22年）制定の皇室典範で「皇子より皇玄孫に至るまでは男を親王」「五世以下は男を王」と定められるが、華族令制定当時（明治17年当時）においては明確な定義はなかった[26]。当初は伏見宮家、桂宮家、有栖川宮家、閑院宮家の四親王家以外の皇族の子は華族に列することになっていたが、実際には該当者は維新の功により皇族となったので（これにより親王家は4家から15家に増えていた）、華族令制定当時において「親王諸王より臣位に列せらるる者」に該当する者は存在しなかった[26]。皇族急増により1907年（明治40年）2月11日の皇室典範増補第1条で「王は勅旨又は請願に依り家名を賜い華族に列せしむることあるべし」と定められたことで臣籍降下で華族になる例が増えてくるが、公爵になった者はおらず、侯爵か伯爵だった[26]。
2. 旧摂家 - 公家社会でも最高位に属するとされ、摂政・関白に昇る資格を持っていた家柄である。近衛家、鷹司家、九条家、一条家、二条家の計5家。
3. 徳川宗家 - 旧・将軍家 ＋ 旧・静岡藩主の徳川宗家のことである。
4. 国家二偉勲アル者 - 勲功華族の規定。侯爵以下の爵位の勲功華族の規定は「国家ニ勲功アル者」になっているのに対し、公爵のみ「偉勲」が要求される。これは3種に大別できる。
  1. 「偉勲」がなくとも華族たる資格を持っていた家のうち、功績が加味されて本来よりも高い爵位を与えられたグループ。旧清華家の三条家（家格では侯爵[27]だが三条実美の功績により）、旧羽林家の岩倉家（家格では子爵[27]だが岩倉具視の功績により）、旧薩摩鹿児島藩主の島津家（家格では侯爵[27]だが島津忠義の功績により）、旧長門萩藩主の毛利家（家格では侯爵[27]だが毛利敬親・元徳の功績により）の4家がこれにあたる。また、後年侯爵から陞爵した旧清華家西園寺家（西園寺公望の功績により）、旧清華家徳大寺家（徳大寺実則の功績により）、旧水戸藩主水戸徳川家（『大日本史』編纂の功績により）の3家もこれに含めて考えられる。
  2. 本家がすでに公爵となっているにもかかわらず、その人物の特別な功績が認められて別に家を立てることを許され、さらに公爵位を授けられたグループがある。具体的には、藩主ではなかったがその後見人として幕末の薩摩藩に大きな影響を与えた島津久光とその子孫（玉里島津家）、大政奉還後に養子の徳川家達に家督を譲って隠棲した江戸幕府第15代将軍の徳川慶喜とその子孫（徳川慶喜家）の2家である。叙爵内規上明治以降の華族の分家は男爵と定められていたのでこの二家は岩倉家の三階級特進を超える四階級特進だったといえる[28]。
  3. 家系によらず、初代の勲功によって公爵となったグループ。伊藤博文の伊藤家、大山巌の大山家、山縣有朋の山縣家、松方正義の松方家、桂太郎の桂家の五家である。いずれも内閣総理大臣など国家中枢の役職を歴任して元勲と称された人々であり、当初子爵ないし、伯爵の爵位を受け、その後、日清戦争や日露戦争などで勲功を重ねて侯爵を経て陞爵（へいじゅ）したものである[29]。

、

#### 日本の公爵家一覧
| 家紋                 | 家名（通称等）      | 受爵者 襲爵者                                | 旧家格 出自                                     | 叙爵年 所在など                                                                                               |
| -------------------- | ------------------- | -------------------------------------------- | ----------------------------------------------- | --- |
| 近衛牡丹             | 近衛家              | 近衛篤麿 近衛文麿                            | 旧摂関家 藤原北家嫡流（近衛流嫡流）             | 1884年（明治17年）7月7日、叙爵。 1945年（昭和20年）12月16日、返上。 東京市淀橋区下落合                        |
| 鷹司牡丹             | 鷹司家              | 鷹司熙通 鷹司信輔                            | 旧摂関家 藤原北家嫡流（近衛流）                 | 1884年（明治17年）7月7日、叙爵。 東京市目黒区上目黒                                                           |
| 九条藤               | 九条家              | 九条道孝 九条道実 九条道秀                   | 旧摂関家 藤原北家嫡流（九条流嫡流）             | 1884年（明治17年）7月7日、叙爵。 東京市赤坂区赤坂福吉町                                                       |
| 一条藤               | 一条家              | 一条実輝 一条実孝                            | 旧摂関家 藤原北家嫡流（九条流）                 | 1884年（明治17年）7月7日、叙爵。 東京市牛込区鷹匠町                                                           |
| 二条藤               | 二条家              | 二条基弘 二条厚基 二条弼基                   | 旧摂関家 藤原北家嫡流（九条流）                 | 1884年（明治17年）7月7日、叙爵。 東京市渋谷区代々木富ケ谷町                                                   |
| 片喰に唐花           | 三条家 （転法輪家） | 三条実美 三条公美 三条実憲 三条公輝 三条実春 | 旧清華家 藤原北家閑院流嫡流                     | 1884年（明治17年）7月7日、叙爵。 東京市品川区上大崎                                                           |
| 丸に三つ葉葵         | 徳川家 （徳川宗家） | 徳川家達 徳川家正                            | 旧将軍家/旧静岡藩主 清和源氏と称する。          | 1884年（明治17年）7月7日、叙爵。 東京市渋谷区千駄ヶ谷                                                         |
| 丸に十文字           | 島津家 （島津宗家） | 島津忠義 島津忠重                            | 旧鹿児島藩主 清和源氏と称する（本来は惟宗氏）。 | 1884年（明治17年）7月7日、叙爵。 東京市品川区五反田                                                           |
| 丸に十文字           | 島津家 （玉里家）   | 島津久光 島津忠済 島津忠承                   | 島津宗家分家 清和源氏と称する（本来は惟宗氏）。 | 1884年（明治17年）7月7日、叙爵。 東京市渋谷区豊分町                                                           |
| 一文字三星（長門星） | 毛利家              | 毛利元徳 毛利元昭 毛利元道                   | 旧萩藩主 大江氏                                 | 1884年（明治17年）7月7日、叙爵。 東京市芝区高輪南町 山口県防府市多々良                                        |
| 笹竜胆               | 岩倉家              | 岩倉具定 岩倉具張 岩倉具栄                   | 旧羽林家 村上源氏                               | 1884年（明治17年）7月8日、叙爵。 東京市渋谷区鉢山町                                                           |
| 丸に三つ葉葵         | 徳川家 （徳川別家） | 徳川慶喜 徳川慶久 徳川慶光                   | 徳川宗家別家 清和源氏と称する。                 | 1902年（明治35年）6月3日、叙爵。 東京市小石川区小日向第六天町                                                 |
| 上がり藤             | 伊藤家              | 伊藤博文 伊藤博邦 伊藤博精                   | 旧萩藩士 越智氏と称する。                       | 1907年（明治40年）9月21日、侯爵より陞爵。 東京市麻布区新龍土町                                                |
| 丸に隅立て四つ目     | 大山家              | 大山巌 大山柏                                | 旧鹿児島藩士 近江源氏                           | 1907年（明治40年）9月21日、侯爵より陞爵。 東京市渋谷区穏田                                                    |
| 丸に三つ鱗           | 山縣家              | 山縣有朋 山縣伊三郎 山縣有道 山縣有信        | 旧萩藩士 清和源氏と称する。                     | 1907年（明治40年）9月21日、侯爵より陞爵 東京市麴町区富士見町                                                  |
| 木瓜唐花浮線綾       | 徳大寺家            | 徳大寺実則 徳大寺公弘 徳大寺実厚             | 旧清華家 藤原北家閑院流                         | 1911年（明治44年）4月21日、侯爵より陞爵。 東京市渋谷区長谷戸町                                                |
| 唐花菱               | 桂家                | 桂太郎 桂広太郎                              | 旧萩藩士 大江氏                                 | 1911年（明治44年）4月21日、侯爵より陞爵。 東京市芝区三田                                                      |
| 左三つ巴             | 西園寺家            | 西園寺公望 西園寺八郎                        | 旧清華家 藤原北家閑院流                         | 1920年（大正9年）9月7日、侯爵より陞爵。 1946年（昭和21年）7月1日 返上。 静岡県庵原郡興津町 東京市神田区駿河台 |
| 抱き菊の葉に抱き茗荷 | 松方家              | 松方正義 松方巖                              | 旧鹿児島藩士 桓武平氏                           | 1922年（大正11年）9月18日、侯爵より陞爵。 1927年（昭和2年）12月19日、返上。                                   |
| 水戸三葵             | 徳川家 （水戸家）   | 徳川圀順                                     | 旧水戸藩主 清和源氏と称する。                   | 1929年（昭和4年）11月18日 、侯爵より陞爵。 東京市渋谷区猿楽町                                                 |

## 中国の公爵
西周時代に設置された爵について、『礼記』には「王者之制緑爵。公侯伯子男凡五等」とあり、「公」は五つある爵の最上位に位置づけている。一方で『孟子』万章下には「天子之卿、受地視侯、大夫受地視伯、元士受地視子男。」とあり、公の表記はない。『礼記』・『孟子』とともに侯は公とともに百里四方の領地をもつものと定義している。また『春秋公羊伝』には「天子は三公を公と称し、王者之後は公と称し、其の余大国は侯と称し、小国は伯・子・男を称す」という三等爵制が記述されている。金文史料が検討されるようになって傅斯年、郭沫若、楊樹達といった研究者は五等爵制度は当時存在せず、後世によって創出されたものと見るようになった。王世民が金文史料を検討した際には公侯伯には一定の規則が存在したが、子男については実態ははっきりしないと述べている。
漢代においては二十等爵制が敷かれ、「公」の爵位は存在しなかったが、特に身分の高い三つの官職は三公と呼ばれた。魏の咸熙元年（264年）、爵制が改革され、公の爵位が復活した。「公侯伯子男」の爵位は列侯や亭侯の上位に置かれ、諸侯王の下の地位となる。食邑は郡公なら一万戸で諸侯王に並び、県公なら千八百戸、七十五里四方の土地が与えられることとなっている。その後西晋でも爵位制度は存続し、恵帝期以降には公・侯の濫授が行われた。このため東晋では恵帝期の爵位を格下げすることも行われている。
南北朝時代においても晋の制度に近い叙爵が行われている。隋においては国王・郡王・国公・県公・侯・伯・子・男の爵が置かれ、唐においては王・開国国公・開国郡公・開国県公・開国侯・開国伯・開国子・開国男の爵位が置かれた。

### 主要な中国の公爵
咸熙元年の五等爵制発足時には、公となったのは司馬氏の長老である司馬孚であり、晋王朝成立後は諸侯王となった。その他では魏皇帝の外戚二名が公となっており、発足時点では公は3名のみであった。三公であった王祥・鄭沖、そのほかの重臣賈充、石苞、衛瓘、裴秀、何曾たちが侯となったが、晋王朝成立後はいずれも公となっている。またこの際には魏の諸侯王たちが公に格下げされている。
呉から降伏した孫秀、歩璿も公に叙せられている。太康の役の論功行賞としては、王渾が公となっている。
以降西晋期には宰相であった張華、前涼の基盤を作った張軌などが公となっている。東晋では建国に功のあった王導と、後に反乱を起こした王敦、前秦からの防衛に成功した謝安、武将の陶侃。そして東晋を滅ぼし宋を建国した劉裕などがいる。
唐においては太宗即位後に長孫無忌、高士廉（義興郡公）などの功臣が公となっている。
また宋代以降、孔子の直系である当主は衍聖公の爵位を受け、清末まで続いた。

## イギリスの公爵

イギリスの公爵の紋章上の冠

イングランドに確固たる貴族制度を最初に築いた王は征服王ウィリアム1世（在位：1066年-1087年）である。彼はもともとフランスのノルマンディー公であったが、エドワード懺悔王（在位：1042年-1066年）の崩御後、イングランド王位継承権を主張して1066年にイングランドを征服し、イングランド王位に就いた（ノルマン・コンクエスト）。重用した臣下もフランスから連れて来たノルマン人だったため、大陸にあった貴族の爵位制度がイングランドにも持ち込まれることになった。
イングランドの公爵（Duke）は、伯爵（Earl）と男爵（Baron）に続いて創設された爵位だった。1337年にエドワード3世（在位：1327年-1377年）が皇太子エドワード黒太子にコーンウォール公爵（Duke of Cornwall）位を与えたのが公爵の最初である。続いて1351年に同じくエドワード3世がヘンリー3世（在位：1216年-1272年）の曾孫であるヘンリーにランカスター公爵（Duke of Lancaster）位を与えたことで公爵位が貴族の最上位で王位に次ぐ称号であることが明確化した。
臣民に公爵位が与えられた最初の事例は、1483年にリチャード3世（在位：1483年-1485年）よりノーフォーク公爵（Duke of Norfolk）を与えられたジョン・ハワードである（もっとも彼も先祖を遡れば王族にたどり着く）。
その後、臣民の公爵位はステュアート朝期（特に王政復古後の最初の国王チャールズ2世時代）に急増した。ハノーファー朝期にも公爵位の授与が行われ、最も多い時期には40家の公爵家が存在した。しかし家系の断絶でその数は減少していった。2021年時点臣民の公爵家は24家にまで減っている。
またジャコバイトの王位請求者たちが創設したジャコバイト貴族の爵位にも17の公爵位がある。
イングランド王国、スコットランド王国、アイルランド王国それぞれに貴族制度が存在し、それぞれをイングランド貴族、スコットランド貴族、アイルランド貴族という。イングランド王国とスコットランド王国がグレートブリテン王国として統合された後は新設爵位はグレートブリテン貴族として創設されるようになり、イングランド貴族・スコットランド貴族の爵位は新設されなくなった。さらにグレートブリテン王国とアイルランド王国がグレートブリテンおよびアイルランド連合王国として統合された後には新設爵位は連合王国貴族として創設されるようになり、グレートブリテン貴族とアイルランド貴族の爵位は新設されなくなった。イングランド貴族、スコットランド貴族、グレートブリテン貴族、アイルランド貴族、連合王国貴族いずれにおいても公爵位は第1位として存在する。
公爵内の序列はまず王族公爵が別格で先頭である。その下におかれる臣民公爵たちはイングランド貴族公爵、スコットランド貴族公爵、グレートブリテン貴族公爵、アイルランド貴族公爵、連合王国貴族公爵の順番で序列付けられる。宮中席次における臣民公爵の序列は、国王（女王）、王妃（王配）、皇太子、王子、カンタベリー大主教、大法官、ヨーク大主教、首相、枢密院議長、庶民院議長、国璽尚書、英連邦高等弁務官及び外国大使に次ぐ13番目である。
侯爵から男爵までの貴族が「卿（My Lord）」と呼び掛けられるのに対し、公爵のみは「閣下（Your Grace）」と呼び掛けられる。また公爵・侯爵・伯爵は従属爵位を持っているのが一般的であり、その嫡男は父の持つ爵位のうち二番目の爵位を儀礼称号として称する（父と混同されないよう主たる爵位と同じ名前や等級の爵位は避ける）。公爵と侯爵の息子は全員がLord（卿、ロード)を、娘はLady(レディ)が敬称として付けられる。
英国貴族の爵位は終身であり、原則として生前に爵位を譲ることはできない。爵位保有者が死亡した時にその爵位に定められた継承方法に従って爵位継承が行われ、爵位保有者が自分で継承者を決めることはできない。かつては爵位継承を拒否することもできなかったが、1963年の貴族法制定以降は爵位継承から1年以内（未成年の貴族は成人後1年以内）であれば自分一代に限り爵位を放棄して平民になることが可能となった。
現在の公爵位はランカスター公爵（英国王が保持）とコーンウォール公爵（皇太子が保持）以外は領地が付随するわけでもなく、貴族称号を保持することの唯一の具体的な効果は貴族院議員になりえることである。かつては原則として全世襲貴族が貴族院議員になったが（ただし女性世襲貴族は1963年貴族法制定まで貴族院議員にならなかった。また1963年までスコットランド貴族とアイルランド貴族は貴族代表議員に選ばれた者以外議席を有さなかった。アイルランド貴族の貴族代表議員制度は1922年のアイルランド独立の際に終わり、スコットランド貴族は1963年貴族法によって全員が貴族院議員に列した）、1999年以降は世襲貴族枠の貴族院議員数は92議席に限定されている。なお公爵のうちノーフォーク公爵家の当主は軍務伯を世襲で務める関係上必ず貴族院議員になる。公爵だからと貴族院で特別に重んじられるような制度はなく、貴族院の活動において爵位の等級に重要性はない。

### 現存する公爵位

#### 王族公爵位
| 紋章 | 爵位名 （爵位の創設年と分類）                     | 現公爵の肖像 | 現公爵の名前                                    | 備考                            |
| --- | ------------------------------------------------- | ------------ | ----------------------------------------------- | ------------------------------- |
| | コーンウォール公爵 （1337年創設イングランド貴族） |              | プリンス・オブ・ウェールズ ウィリアム (1982 - ) | チャールズ3世国王の長男、皇太子 |
| | ロスシー公爵 （1398年創設スコットランド貴族）     |              | プリンス・オブ・ウェールズ ウィリアム (1982 - ) | チャールズ3世国王の長男、皇太子 |
| Quarterly, 1st and 4th Gules three lions passant guardant in pale Or armed and langued Azure (for England), 2nd quarter Or a lion rampant within a double tressure flory-counter-flory Gules (for Scotland), 3rd quarter Azure a harp Or stringed Argent (for Ireland), with over all a label of three points Argent the central point charged with an Escallop Gules.                                                                            | ケンブリッジ公爵 （2011年創設連合王国貴族）       |              | プリンス・オブ・ウェールズ ウィリアム (1982 - ) | チャールズ3世国王の長男、皇太子 |
| | エディンバラ公爵 （2023年創設連合王国貴族）       |              | 初代エディンバラ公爵 エドワード (1964 - )       | エリザベス2世女王の三男         |
| Quarterly, 1st and 4th Gules three lions passant guardant in pale Or armed and langued Azure (for England), 2nd quarter Or a lion rampant within a double tressure flory-counter-flory Gules (for Scotland), 3rd quarter Azure a harp Or stringed Argent (for Ireland), with over all a label of five points Argent, the centre and two outer points charged with a cross Gules, and the inner points with a lion passant guardant also of Gules. | グロスター公爵 （1928年創設連合王国貴族）         |              | 第2代グロスター公爵 リチャード (1944 - )        | エリザベス2世女王の従弟         |
| Quarterly, 1st and 4th Gules three lions passant guardant in pale Or armed and langued Azure (for England), 2nd quarter Or a lion rampant within a double tressure flory-counter-flory Gules (for Scotland), 3rd quarter Azure a harp Or stringed Argent (for Ireland), with over all a label of five points Argent, the first, third and fifth points charged with a anchor Azure, and the second and fourth points with a cross Gules.          | ケント公爵 （1934年創設連合王国貴族）             |              | 第2代ケント公爵 エドワード (1935 - )            | エリザベス2世女王の従弟         |
| Quarterly, 1st and 4th Gules three lions passant guardant in pale Or armed and langued Azure (for England), 2nd quarter Or a lion rampant within a double tressure flory-counter-flory Gules (for Scotland), 3rd quarter Azure a harp Or stringed Argent (for Ireland), with over all a label of three points Argent the central point charged with an Anchor Azure.                                                                              | ヨーク公爵 （1986年創設連合王国貴族）             |              | 初代ヨーク公爵 アンドルー (1960 - )             | エリザベス2世女王の次男         |
| Quarterly, 1st and 4th Gules three lions passant guardant in pale Or armed and langued Azure (for England), 2nd quarter Or a lion rampant within a double tressure flory-counter-flory Gules (for Scotland), 3rd quarter Azure a harp Or stringed Argent (for Ireland), with over all a label of five points Argent the first, third and fifth points charged with an Escallop Gules.                                                             | サセックス公爵 （2018年創設連合王国貴族）         |              | 初代サセックス公爵 ヘンリー (1984 - )           | チャールズ3世国王の次男         |

#### 臣民公爵位
| 紋章 | 爵位名 （爵位の創設年と分類） 家名                                         | 現公爵の肖像 | 現公爵の名前                                                                                             |
| --- | -------------------------------------------------------------------------- | ------------ | --- |
| Quarterly 1st Gules on a Bend between six Cross-crosslets fitchy Argent an Escutcheon Or charged with a Demi-lion rampant pierced through the mouth by an arrow within a Double Tressure flory counterflory of the first (Howard); 2nd Gules three Lions passant guardant in pale Or, Armed and Langued Azure, in chief a Label of three points Argent (Thomas of Brotherton); 3rd Checky Or and Azure (Warenne); 4th Gules a Lion rampant Or, Armed and Langued Azure (Fitzalan). | ノーフォーク公爵 （1483年創設イングランド貴族） フィッツアラン＝ハワード家 |              | 第18代ノーフォーク公爵 エドワード・フィッツアラン＝ハワード (1956 - )                                    |
| Quarterly: 1st and 4th Or on a pile Gules between six fleurs de lys Azure three lions of England Or; 2nd and 3rd, Gules, two wings conjoined in lure Or | サマセット公爵 （1547年創設イングランド貴族） シーモア家                   |              | 第19代サマセット公爵 ジョン・シーモア (1952 - )                                                          |
| Quarterly: 1st and 4th grand quarters, the Royal Arms of Charles II (viz. quarterly: 1st and 4th, France and England quarterly; 2nd, Scotland; 3rd, Ireland); the whole within a bordure company argent charged with roses gules barbed and seeded proper and the last; overall an escutcheon gules charged with three buckles or (the Dukedom of Aubigny); 2nd grand quarter, argent a saltire engrailed gules between four roses of the second barbed and seeded proper (Lennox); 3rd grand quarter, quarterly, 1st, azure three boars' heads couped or (Gordon); 2nd, or three lions' heads erased gules (Badenoch); 3rd, or three crescents within a double tressure flory counter-flory gules (Seton); 4th, azure three cinquefoils argent (Fraser). | リッチモンド公爵 （1675年創設イングランド貴族） ゴードン＝レノックス家     |              | 第11代リッチモンド公爵 第11代レノックス公爵 第6代ゴードン公爵 チャールズ・ゴードン＝レノックス (1955 - ) |
| Quarterly: 1st and 4th grand quarters, the Royal Arms of Charles II (viz. quarterly: 1st and 4th, France and England quarterly; 2nd, Scotland; 3rd, Ireland); the whole within a bordure company argent charged with roses gules barbed and seeded proper and the last; overall an escutcheon gules charged with three buckles or (the Dukedom of Aubigny); 2nd grand quarter, argent a saltire engrailed gules between four roses of the second barbed and seeded proper (Lennox); 3rd grand quarter, quarterly, 1st, azure three boars' heads couped or (Gordon); 2nd, or three lions' heads erased gules (Badenoch); 3rd, or three crescents within a double tressure flory counter-flory gules (Seton); 4th, azure three cinquefoils argent (Fraser). | レノックス公爵 （1675年創設スコットランド貴族） ゴードン＝レノックス家     |              | 第11代リッチモンド公爵 第11代レノックス公爵 第6代ゴードン公爵 チャールズ・ゴードン＝レノックス (1955 - ) |
| Quarterly: 1st and 4th grand quarters, the Royal Arms of Charles II (viz. quarterly: 1st and 4th, France and England quarterly; 2nd, Scotland; 3rd, Ireland); the whole within a bordure company argent charged with roses gules barbed and seeded proper and the last; overall an escutcheon gules charged with three buckles or (the Dukedom of Aubigny); 2nd grand quarter, argent a saltire engrailed gules between four roses of the second barbed and seeded proper (Lennox); 3rd grand quarter, quarterly, 1st, azure three boars' heads couped or (Gordon); 2nd, or three lions' heads erased gules (Badenoch); 3rd, or three crescents within a double tressure flory counter-flory gules (Seton); 4th, azure three cinquefoils argent (Fraser). | ゴードン公爵 （1876年創設連合王国貴族） ゴードン＝レノックス家             |              | 第11代リッチモンド公爵 第11代レノックス公爵 第6代ゴードン公爵 チャールズ・ゴードン＝レノックス (1955 - ) |
| Quarterly: 1st and 4th, France and England quarterly; 2nd, Scotland; 3rd, Ireland; the whole debruised by a Baton sinister compony of six pieces Argent and Azure. | グラフトン公爵 （1675年創設イングランド貴族） フィッツロイ家               |              | 第12代グラフトン公爵 ヘンリー・フィッツロイ (1978 - )                                                    |
| Quarterly, 1st and 4th, azure three fleurs-de-lys or (for France); 2nd and 3rd, gules three lions passant guardant in pale or (for England), all within a bordure compony argent and azure | ボーフォート公爵 （1682年創設イングランド貴族） サマセット家               |              | 第12代ボーフォート公爵 ヘンリー・サマセット (1952 - )                                                    |
| quarterly: 1st and 4th, France and England quarterly; 2nd, Scotland; 3rd, Ireland; the whole debruised by a baton sinister gules charged with three roses argent barbed and seeded proper (Lennox[1]); 2nd and 3rd grand quarters: quarterly gules and or, in the first quarter a mullet argent (De Vere). (Arms of the 2nd Duke onwards) | セント・オールバンズ公爵 （1684年創設イングランド貴族） ボークラーク家     |              | 第14代セント・オールバンズ公爵 マレー・ボークラーク (1939 - )                                            |
| Argent, a lion rampant gules on a chief sable three escallops of the first (Russell). | ベッドフォード公爵 （1694年創設イングランド貴族） ラッセル家               |              | 第15代ベッドフォード公爵 アンドリュー・ラッセル (1962 - )                                                |
| Sable three bucks' heads cabossed argent | デヴォンシャー公爵 （1694年創設イングランド貴族） キャヴェンディッシュ家   |              | 第12代デヴォンシャー公爵 ストカー・キャヴェンディッシュ (1944 - )                                        |
| | マールバラ公爵 （1702年創設イングランド貴族） スペンサー＝チャーチル家     |              | 第12代マールバラ公爵 ジェイミー・スペンサー＝チャーチル (1955 - )                                        |
| Or, two bars azure a chief quarterly azure and gules; in the 1st and 4th quarters two fleurs-de-lis and in the 2nd and 3rd a lion passant guardant or | ラトランド公爵 （1703年創設イングランド貴族） マナーズ家                   |              | 第11代ラトランド公爵 デイヴィッド・マナーズ (1959 - )                                                    |
| Quarterly: 1st and 4th grandquarters: quarterly: 1st and 4th Gules three cinquefoils Ermine (for Hamilton); 2nd and 3rd Argent a lymphad with the sails furled proper flagged Gules (for Arran); 2nd and 3rd Argent a heart Gules imperially crowned Or on a chief Azure three mullets of the first (for Douglas). | ハミルトン公爵 （1643年創設スコットランド貴族） ダグラス＝ハミルトン家     |              | 第16代ハミルトン公爵 第13代ブランドン公爵 アレクサンダー・ダグラス＝ハミルトン (1978 - )                 |
| Quarterly: 1st and 4th grandquarters: quarterly: 1st and 4th Gules three cinquefoils Ermine (for Hamilton); 2nd and 3rd Argent a lymphad with the sails furled proper flagged Gules (for Arran); 2nd and 3rd Argent a heart Gules imperially crowned Or on a chief Azure three mullets of the first (for Douglas). | ブランドン公爵 （1711年創設グレートブリテン貴族） ダグラス＝ハミルトン家   |              | 第16代ハミルトン公爵 第13代ブランドン公爵 アレクサンダー・ダグラス＝ハミルトン (1978 - )                 |
| | バクルー公爵 （1663年創設スコットランド貴族） ダグラス＝スコット家         |              | 第10代バクルー公爵 第12代クイーンズベリー公爵 リチャード・ダグラス＝スコット (1954 - )                   |
| クイーンズベリー公爵 （1684年創設スコットランド貴族） ダグラス＝スコット家 |                                                                            |              | 第10代バクルー公爵 第12代クイーンズベリー公爵 リチャード・ダグラス＝スコット (1954 - )                   |
| Quarterly, 1st & 4th: Gyronny of eight or and sable (Campbell); 2nd & 3rd: Argent, a lymphad or ancient galley sails furled flags and pennants flying gules and oars in action sable (Lorne). | アーガイル公爵 （1701年創設スコットランド貴族） キャンベル家               |              | 第13代アーガイル公爵 第6代アーガイル公爵 トーキル・キャンベル (1968 - )                                  |
| Quarterly, 1st & 4th: Gyronny of eight or and sable (Campbell); 2nd & 3rd: Argent, a lymphad or ancient galley sails furled flags and pennants flying gules and oars in action sable (Lorne). | アーガイル公爵 （1892年創設連合王国貴族） キャンベル家                     |              | 第13代アーガイル公爵 第6代アーガイル公爵 トーキル・キャンベル (1968 - )                                  |
| Quarterly: 1st, Paly of six Or and Sable (for Atholl); 2nd, Or a Fess chequy Azure and Argent (for Stewart); 3rd, Argent on a Bend Azure three Stags' Heads cabossed Or (for Stanley); 4th, Gules three Legs in armour Proper garnished and spurred Or flexed and conjoined in triangle at the upper part of the thigh (ensigns of the Isle of Man); over all, an Inescutcheon en surtout Azure three Mullets Argent within a Double tressure flory Or ensigned of a Marquess's coronet | アソル公爵 （1703年創設スコットランド貴族） マレー家                       |              | 第12代アソル公爵 ブルース・マレー (1960 - )                                                              |
| Quarterly, 1st and 4th: Or a chief sable three escallops of the field (for Graham); 2nd and 3rd: Argent three roses gules barbed and seeded proper | モントローズ公爵 （1707年創設スコットランド貴族） グラハム家               |              | 第8代モントローズ公爵 ジェイムズ・グラハム (1935 - )                                                     |
| Quarterly, 1st and 4th grandquarters: quarterly, 1st and 4th, Vert on a Chevron between three Unicorns' Heads erased Argent armed and maned Or as many Mullets Sable (Ker); 2nd and 3rd, Gules three Mascles Or (Weepont); 2nd and 3rd grandquarters: Argent three Stars of five points Azure (Innes). | ロクスバラ公爵 （1707年創設スコットランド貴族） イニス＝カー家             |              | 第11代ロクスバラ公爵 チャールズ・イニス＝カー (1981 - )                                                  |
| Quarterly, 1st & 4th: Argent, 3 fusils conjoined in fess gules, a bordure sable (Montagu); 2nd & 3rd: Or an eagle displayed vert beaked and membered gules (Monthermer). | マンチェスター公爵 （1719年創設グレートブリテン貴族） モンタギュー家       |              | 第13代マンチェスター公爵 アレクサンダー・モンタギュー (1962 - )                                          |
| | ノーサンバーランド公爵 （1766年創設グレートブリテン貴族） パーシー家       |              | 第12代ノーサンバーランド公爵 レイフ・パーシー (1956 - )                                                  |
| Argent a saltire gules | リンスター公爵 （1766年創設アイルランド貴族） フィッツジェラルド家         |              | 第9代リンスター公爵 モーリス・フィッツジェラルド (1948 - )                                               |
| | アバコーン公爵 （1868年創設アイルランド貴族） ハミルトン家                 |              | 第5代アバコーン公爵 ジェイムズ・ハミルトン (1934 - )                                                     |
| Quarterly, I and IV gules, a cross argent, in each quarter five plates; II and III, Or, a lion rampant gules. For augmentation, an inescutcheon charged with the crosses of St. George, St. Andrew, and St. Patrick combined, being the union badge of the United Kingdom. | ウェリントン公爵 （1814年創設連合王国貴族） ウェルズリー家                 |              | 第9代ウェリントン公爵 チャールズ・ウェルズリー (1945 - )                                                 |
| Argent, a lion rampant gules between three pheons sable | サザーランド公爵 （1833年創設連合王国貴族） エジャートン家                 |              | 第7代サザーランド公爵 フランシス・エジャートン (1940 - )                                                 |
| Azure a garb Or. | ウェストミンスター公爵 （1874年創設連合王国貴族） グローヴナー家           |              | 第7代ウェストミンスター公爵 ヒュー・グローヴナー (1991 - )                                               |
| | ファイフ公爵 （1900年創設連合王国貴族） カーネギー家                       |              | 第4代ファイフ公爵 デイヴィッド・カーネギー (1961 - )                                                     |

### かつて存在した公爵位
- アイルランド公爵：第9代オックスフォード伯ロバート・ド・ヴィアーが一代限りで叙される
- アルベマール公爵：マンク家が2代保有したが、1688年に絶家。
- アンカスター＝ケスティーブン公爵：リンジー伯爵バーティ家が5代にわたって保有。1809年に廃絶。リンジー伯位は現存
- ウィンザー公爵：退位後のエドワード8世の爵位。
- ウォートン公爵：第2代ウォートン侯フィリップ・ウォートンが叙されるが、一代で絶家。従属爵位だったウォートン男爵位は現存。
- ウォリック公爵：第14代ウォリック伯爵ヘンリー・ビーチャムが叙位された。一代で廃絶。
- エクセター公爵：王族のホランド家が保有したが、1475年に絶家。
- オーモンド公爵：バトラー家が3代保有したが、1758年に絶家。従属爵位オーモンド伯爵は存続し、後にオーモンド侯爵を与えられるも1997年に絶家。
- オールバニ公爵：王族の爵位
- カンバーランド公爵：王族の爵位
- キングストン＝アポン＝ハル公爵（英語版）：ピアポイント家が2代保有したが、1773年に絶家。
- キンタイア＝ローン公爵：スコットランド王族ロバート・ステュアート（英語版）が叙された。
- クラレンス公爵：王族の爵位
- クラレンス＝セント・アンドルーズ公爵：ウィリアム4世が即位前に叙位された爵位。
- クリーヴランド公爵：フィッツロイ家が3代、ヴェイン家（後ポーレット）が4代保有したが、1891年に絶家。
- グリニッジ公爵：2代アーガイル公ジョン・キャンベルが叙されたが、一代で絶家。
- ケンダル公爵（英語版）：通常は王室関係者が叙される爵位
- コノート公爵：ヴィクトリア女王の第3王子アーサーが保有した。
- サウサンプトン公爵：クリーヴランド公爵フィッツロイ家が2代保有したが、1774年に廃絶
- サフォーク公爵：チャールズ・ブランドン、ついで3代ドーセット侯ヘンリー・グレイが叙された。
- サリー公爵：第3代ケント伯爵トマス・ホランドが叙位された。一代で廃絶
- シャンドス公爵：ブリッジス家が3代保有したが、1789年に廃絶
- シュルーズベリー公爵：12代シュルーズベリー伯チャールズ・タルボットが叙されたが、一代で消滅。シュルーズベリー伯は現存。
- ションバーグ公爵：ションバーグ家が3代保有したが、1719年に絶家。
- ダグラス公爵：3代ダグラス侯アーチボルド・ダグラスが叙されたが、一代で絶家。ダグラス侯位はハミルトン公爵家が継承。
- ドーヴァー公爵 クイーンズベリー公ダグラス家が2代保有したが、1778年に廃絶
- ドーセット公爵：サックヴィル家が5代保有したが、1843年に絶家。
- ニューカッスル＝アポン＝タイン公爵：キャヴェンディッシュ家が2代、ジョン・ホールズが1代、トマス・ペラム＝ホールズが1代保有した
- ニューカッスル＝アンダー＝ライン公爵：トマス・ペラム＝ホールズとペラム＝クリントン家が10代保有したが、1988年に絶家。従属爵位だったリンカーン伯は現存
- バッキンガム公爵：スタッフォード家が3代、ヴィリアーズ家が2代保有したが、1687年に絶家。
- バッキンガム＝ノーマンビー公爵（英語版）：シェフィールド家が2代保有したが、1735年に絶家。
- バッキンガム＝シャンドス公爵：グレンヴィル家が3代保有したが、1889年に絶家。従属爵位だったコバム子爵は現存。
- ブリッジウォーター公爵 ： ブリッジウォーター伯爵エジャートン家が2代有したが、1803年に絶家。ブリッジウォーター伯位も1829年に絶家
- ヘレフォード公爵 ヘンリー4世が即位前に叙されていた爵位。
- ポートランド公爵：ベンティンク家が9代保有したが、1990年に絶家。従属爵位だったポートランド伯爵は現存。
- ボルトン公爵：ウィンチェスター侯ポーレット家が6代保有したが、1794年に絶家。ウィンチェスター侯は現存。
- マンスター女公爵：エーレンガルト・メルジーネ・フォン・デア・シューレンブルクが1代限りで保有
- モンマス公爵：チャールズ2世の庶子ジェイムズ・スコットが1663年に叙されたが、1685年に剥奪。従属称号のドンカスター伯爵は1743年に復活し現存。
- モンタギュー公爵：モンタギュー家が保有したが、1766年に絶家。
- リーズ公爵：オズボーン家が12代保有したが、1964年に絶家。
- ロス公爵：スコットランド王族の爵位
- ロシズ公爵：7代ロシズ伯ジョン・レズリー（英語版）が叙されたが、一代で絶家。ロシズ伯は現存。
- ローダーデール公爵（英語版）：2代ローダーデール伯ジョン・メイトランドが叙されたが、一代で絶家。ローダーデール伯は現存。

## フランスの公爵

アンシャン・レジームの公爵の紋章上の冠

フランスの称号で「公爵」と訳されているのはデュック（duc）である。ラテン語のドゥクス（dux）に由来する。ドゥクスはフランスやドイツ、イタリアの前身であるフランク王国がローマ帝国から継承した制度であり、都市管区を統治するコメス（comes 伯）たちに対する軍事命令権を持って複数の都市管区を支配する存在だった。
フランスの諸侯はカロリング朝のコメスやその下僚のヴィカリウス（副伯）、あるいはカロリング権力から排除されていた地域の土着貴族層に起源が求められる。西フランク（フランス）地域ではドイツよりもカロリング朝官僚貴族に連なる家系が多かったと見られる。9世紀後半のポスト・カロリング期に中央権力の弱体化に乗じて私的支配領域を拡大した彼らは、最初辺境伯（marchio）を名乗っていたが、10世紀前半に公（dux）を名乗るようになった。
11世紀、とりわけ王の集会に彼らが参列する機会が激減する1077年を境にして諸侯層（公、伯、司教）の王政からの排除と封臣化が進み、12世紀末までには諸侯領（公領）は王の下から移動した封と見なす観念が一般化していた。そのため中世の諸侯の独立性は強く、諸侯領は事実上独自の統治機構を備えた「独立国家」であり、フランス王といえども一諸侯に過ぎない面もあった。
11世紀の著名な公爵には北部のノルマンディー公、西部のブルターニュ公、東部のブルゴーニュ公、南部のアキテーヌ公があった。ノルマンディー公は1066年にイングランドを征服してイングランド王室となり、12世紀には「アンジュー帝国」と呼ばれる英仏海峡をまたぐ巨大勢力圏を築いた。カペー朝末には後にブルボン朝となるブルボン公が誕生している。
オルレアン公、アンジュー公、ベリー公、アングレーム公、アランソン公、トゥーレーヌ公などは伝統的に王族の爵位となった。
15世紀から16世紀初頭にかけて諸侯領は様々な形で王領に取り込まれていくようになり、諸侯の独立性は弱まっていった。
16世紀の宗教戦争時代にはシャンパーニュ、ブルゴーニュを拠点とするギーズ公と、ラングドック、プロヴァンス、イル＝ド＝フランスに勢力を張るモンモランシー公が宗教戦争の党派の中核となり、著名な公爵だった。
アンリ3世時代に領地の所有だけでは貴族たることを証しえなくなり、国王発行の証書が必要となった。ブルボン朝のアンリ4世以降、中央集権化が推し進められて絶対王政への移行が始まった。絶対王政下の貴族たちは絶対権力者の国王の恩寵を得ようと宮廷貴族となって「王室の藩屏」化が進んだ。絶対王政のもとで、duc（デュク・公爵）、marquis（マルキ・侯爵）、comte（コント・伯爵）、vicomte（ビコント・子爵）、baron（バロン・男爵）、chevalier（シュヴァリエ/シェヴァリア・騎士）、écuyer（エキュイエ・平貴族）等、旧来の封建領主の称号が段階づけられ、同時に宮廷席次も示された。
アンリ4世期の著名な公爵位にはギーズ公とモンモランシー公の他にヴァンドーム公、ヌヴェール公、ベルガルド公、ブイヨン公、ロアン公などがあった。ルイ13世の宰相アルマン・ジャン・デュ・プレシーはリシュリュー公爵に叙位され、リシュリューの名で知られる。またルイ14世の弟の系譜のオルレアン公は、1830年の7月革命後にルイ・フィリップの一代のみだがフランス王位に就いた（オルレアン朝）。

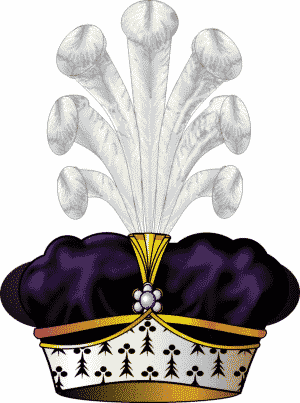
帝国貴族の公爵の紋章上の冠

フランス革命により貴族制度は廃止されたが、ナポレオンの第一帝政下の1803年3月に皇帝令で大公（Prince）、公爵（Duc）、伯爵（Comte）、男爵（Baron）、シェヴァリア（Chevalier）の五爵位から成る帝国貴族が創設され、警察大臣ジョゼフ・フーシェ（オトラント公爵）やミシェル・ネイ元帥（エルヒンゲン公爵）、オーギュスト・マルモン元帥（ラグーサ公爵）などが公爵に叙された。帝国貴族には免税特権などの封建的特権は附随せず、爵位は個人の功績に与えられるもので世襲のためには「貴族財産」（爵位とともに長男に譲り渡される財産）の設定が必要であるなど旧貴族とは異なったルールがあった。
復古王政下ではアンシャン・レジーム下で爵位を得た旧貴族が爵位を回復するとともにナポレオン下で爵位を得た新貴族も爵位を維持した。爵位に義務や負担を免れるなどの特権が附随しない点もナポレオン時代と同じであった。ただし貴族院が設置され、その議員の地位は世襲だった。
1848年の二月革命と1848年憲法で第二共和政になると貴族院と貴族の称号は廃止された。ナポレオン3世の第二帝政では再び貴族称号の授与が行われるようになったが、貴族制度は復活されなかった。ナポレオン3世が創設した公爵位にはマラコフ公爵（1856年エイマブル・ペリシエ）、マジェンタ公爵（1859年パトリス・ド・マクマオン）、オーディフレ＝パスキエ公爵（1862年ガストン・ド・オーディフレ＝パスキエ）、モルニー公爵（1862年シャルル・ド・モルニー）、 ペルシニー公爵（1863年ヴィクトール・ド・ペルシニー）、フェルトレ公爵（1864年シャルル＝マリー＝ミシェル・ド・ゴヨン）がある。
第二帝政崩壊後、貴族称号の廃止は法律によっては宣言されていないが、1875年にフランス大統領パトリス・ド・マクマオンは貴族の称号の新設は今後は行わず、称号の継承のみ引き続き公式法令の対象となると閣議決定した。1955年に裁判所は合憲性ブロックの一部である1789年の人間と市民の権利の宣言（フランス人権宣言）が出生に付随する法的区別を禁じていることから「貴族はもはや法的効力を持たない」と判示している。現在もフランス政府は貴族の称号の新設を行ってはいないが、様々な君主制のもとで誕生した称号を名前の飾りとして認識し、その保護は行っている。結婚状況や行政文書などで称号が表示される可能性がある。

## ドイツの公爵
ドイツの称号で「公爵」と訳されるのはヘルツォーク（Herzog）である。これは初期の10世紀頃には君主に相当する最高位の貴族部族大公（Stammesherzog）のことだった。この時期のヘルツォークは「大公」と訳されるのが一般的である。次のものがある。
- ザクセン公（大公）
- フランケン公（大公）
- バイエルン公（大公）
- シュヴァーベン公（大公）
- ロタリンギア公（大公）

13世紀に現れた選帝侯7人の中で公の称号を持つのはザクセン公のみだった。三十年戦争後にはバイエルン公もプファルツの選帝侯位が与えられる形で選帝侯に加わった。
ナポレオン戦争後、陪臣化などで諸侯の数が減らされ、ナポレオン失脚後のウィーン体制下でもその状態が維持され、ドイツ連邦には公爵が治める公国が以下の10個あった。
- ブラウンシュヴァイク公
- ホルシュタイン公
- ナッサウ公
- ザクセン＝アルテンブルク公
- ザクセン＝ヒルトブルクハウゼン公
- ザクセン＝コーブルク＝ゴータ公
- ザクセン＝マイニンゲン公
- アンハルト＝デッサウ公
- アンハルト＝ケーテン公
- アンハルト＝ベルンブルク公

ナッサウ公国とホルシュタイン公国は普墺戦争後プロイセンに併合されて消滅し、ザクセン＝ヒルトブルクハウゼン公はエルネスティン諸公国再編の中で消滅し、アンハルト諸国はアンハルト公国として統合されたのでドイツ帝国加盟国として残った公国の公爵位はブラウンシュヴァイク公、ザクセン＝アルテンブルク公、ザクセン＝コーブルク＝ゴータ公、ザクセン＝マイニンゲン公、アンハルト公の5個だった。これ以外に統治領域がなくなっていた公爵としてロイヒテンベルク公、シュレースヴィヒ＝ホルシュタイン＝ゾンダーブルク＝グリュックスブルク公、ラチブシュ公、ウラッハ公などがある。
ドイツ革命後、ヴァイマル共和政になると貴族は法的根拠を失ったが、爵位を姓名の一部として私的に用いることは認められた。

## スペインの公爵

スペインの公爵の紋章上の冠

王室の称号プリンシペ（Príncipe）を除けば、スペイン貴族の階級には上からduque（公爵）、marqués（侯爵）、conde（伯爵）、vizconde（子爵）、 barón（男爵）、señor（領主）の6階級があり、公爵は最上位である。すべての公爵位にはグランデの格式が伴い、グランデ委員会に属する。グランデの格式を伴う爵位保有者は「閣下（Excelentísimo Señor (男性)  Excelentísima Señora (女性)）」の敬称で呼ばれる。
スペインの公爵位は現在155個存在し、有名な物には16世紀の宗教戦争時代に当主が軍人として活躍したアルバ公爵、アルマダの海戦の際に当主が無敵艦隊の司令官を務めたメディナ＝シドニア公爵、新大陸発見者とされるクリストファー・コロンブスの子孫が保有するベラグア公爵とラ・ベガ公爵（スペイン語版）、アステカ皇帝モクテスマ2世の子孫が保有するモクテスマ・デ・トゥルテンゴ公爵（スペイン語版）、フェリペ3世の寵臣を初代とするレルマ公爵（スペイン語版）、フェリペ4世の寵臣を初代とするサンルーカル・ラ・マヨル公爵（スペイン語版）（オリバーレス伯爵の爵位を埋没させたがらず、「オリバーレス伯公爵」を名乗っていた）、ナポレオン戦争時代のイギリス軍司令官ウェリントン公に与えられたシウダ・ロドリゴ公爵、スペイン内戦を起こしたエミリオ・モラの子孫が保有するモラ公爵（スペイン語版）、フランシスコ・フランコ総統の子孫が保有するフランコ公爵などがある。またオスーナ公爵（スペイン語版）は、19世紀末の当主が駐ロシア大使を務めていた際に来客のために用意した金食器を川に捨てるという余興を催したことで、浪費を指して「オスーナ家でもあるまいし」という言い回しができたことで有名になった。
正式な称号とは認められていないが、カルリスタの王位請求者によって創設された171の称号の中にも4つの公爵位があった。
王室の称号プリンシペも公爵と訳されることがあるが（「大公」や「王子」と訳されることもある）、これには皇太子に与えられるアストゥリアス公などがある。
公爵を含む伯爵以上の貴族の長男は他の称号を持たない場合には親の称号に由来する地名の子爵位を爵位の継承まで名乗ることができる。貴族称号の放棄も可能だが、他の継承資格者の権利を害することはできず、また直接の相続人以外から継承者を指名することはできない。貴族称号保持者が死去した場合、その相続人は1年以内に法務省に継承を請願する必要があり、もし2年以内に請願が行われなかった場合は受爵者が死亡した場所の州政府が政府広報で発表した後、他の承継人に継承の道が開かれる。爵位の継承には所定の料金がかかる。スペインに貴族院はなく、爵位をもっていても法的な特権は何も得られない。かつてグランデの格式を有する者は外交官パスポートを持つことができたが、これも1984年に廃止されている。だがそれでも爵位を持つことは社会的信頼が大きいことから多くの人が高いお金を出してでも取得を希望する。
歴史的にはスペインの前身であるカスティーリャ王国、アラゴン連合王国、ナバラ王国にそれぞれ爵位貴族制度があり、17世紀のカスティーリャの貴族の爵位は公爵、侯爵、伯爵に限られ、この三爵位の次期候補者がまれに子爵を使った。1520年までカスティーリャの爵位貴族は35名しかいなかったが、フェリペ3世時代以降に爵位貴族が急増した。
1931年の革命で王位が廃されて第二共和政になった際に貴族制度が廃止されたことがあるが、1948年に総統フランシスコ・フランコが貴族制度を復活させ、国王による授爵と同じ規則のもとにフランコが授爵を行うようになった。王政復古後は再び国王が授爵を行っている。

### 現存する公爵位
- メディナ＝シドニア公爵（1445年）ゴンサレス・デ・グレゴリオ家
- アルブルケルケ公爵（スペイン語版）（1464年）オソリオ家（スペイン語版）
- セゴルベ公爵（スペイン語版）（1469年）メディナ家
- アルバ公爵（1472年）フィツ＝ハメス・ステュアルト家
- エスカロナ公爵（スペイン語版）（1472年）ソト家
- ベナベンテ公爵（スペイン語版）（1473年）
- ウエテ公爵（スペイン語版）（1474年）ブストス家
- インファンタード公爵（スペイン語版）（1475年）アルテアガ家
- プラセンシア公爵（スペイン語版（1476年）ソリス＝ベアウモント家（スペイン語版）
- ビジャエルモサ公爵（スペイン語版）（1476年）ウルサイス家
- メディナセリ公爵（スペイン語版）（1479年）ホーエンローエ＝ランゲンブルク家（ドイツ語版）
- カルドナ公爵（スペイン語版）（1482年）ゲレーロ＝ブルゴス家
- ナヘラ公爵（スペイン語版）（1482年）トラヴィセド家
- イハル公爵（スペイン語版）（1483年）マルティネス・デ・イルホ家（スペイン語版）
- ベハル公爵（スペイン語版）（1485年）ロカ・デ・トゴレス家
- ガンディア公爵（スペイン語版）（1485年）ウジョア家（スペイン語版）
- アリアガ公爵（スペイン語版）（1487年）マルティネス・デ・イルホ家（スペイン語版）
- フリアス公爵（スペイン語版）（1492年）ソト家
- アルコス公爵（スペイン語版）（1493年）ウジョア家（スペイン語版）
- レセラ公爵（スペイン語版）（1493年）シルバ家（スペイン語版）
- ルナ公爵（スペイン語版）（1495年）アラゴン家
- サンタンジェロ公爵（スペイン語版）（1497年）カサノバ＝カルデナス家
- ソマ公爵（スペイン語版）（1502年）ルイス・デ・ブセスタ家
- テラノバ公爵（スペイン語版）（1502年）デ・ラ・シエルバ家
- モンタルト公爵（スペイン語版）（1507年）ブストス家
- セッサ公爵（スペイン語版）（1507年）バロン家
- モンテレオン公爵（スペイン語版）（1527年）アラゴン家
- マケダ公爵（スペイン語版）（1529年）カサノバ＝カルデナス家
- ベラグア公爵（1537年）コロン家 （スペイン語版）
- メディナ・デ・リオセコ公爵（スペイン語版）（1538年）ラトーレ家
- フランカヴィル公爵（スペイン語版）（1555年）アルテアガ家
- ラ・ベガ公爵（スペイン語版）（1557年） コロン家（スペイン語版）
- アルカラ・デ・ロス・ガスレス公爵（スペイン語版）（1558年）ホーエンローエ＝ランゲンブルク家（ドイツ語版）
- オスーナ公爵（スペイン語版）（1562年）ソリス＝ベアウモント家（スペイン語版）
- ウエスカル公爵（スペイン語版）（1563年）フィツ＝ハメス・ステュアルト家
- バエナ公爵（スペイン語版）（1566年）ルイス・デ・アラナ家
- フェリア公爵（スペイン語版）（1567年）メディナ家
- エストレメラ公爵（スペイン語版）（1568年）ブストス家
- フェルナンディナ公爵 （スペイン語版）（1568年）ゴンサレス・デ・グレゴリオ家
- パストラナ公爵（スペイン語版）（1572年）フィナット家
- レルマ公爵（スペイン語版）（1599年）ラリオス家
- ペニャランダ・デ・ドュエロ公爵（スペイン語版）（1608年）フィツ＝ハメス・ステュアルト家
- ウセダ公爵（スペイン語版）（1610年）ラトーレ家
- シウダ・レアル公爵（スペイン語版）（1613年）ホーエンローエ＝ランゲンブルク家（ドイツ語版）
- マンダス・イ・ビジャヌエバ公爵（スペイン語版）（1614年）ウエルタ家
- カミナ公爵（スペイン語版）（1619年）ホーエンローエ＝ランゲンブルク家（ドイツ語版）
- サン・ペドロ・デ・ガラティーノ公爵（スペイン語版）（1621年）メディニラ家
- メディナ・デ・ラス・トレス公爵（スペイン語版）（1625年）ルイス・デ・ブセスタ家
- オリバーレス公爵（1625年）フィツ＝ハメス・ステュアルト家
- サン・ミゲル公爵（スペイン語版）（1625年）カスティジェホ家
- サンルーカル・ラ・マヨル公爵（スペイン語版）（1625年）アラーナ家
- モクテスマ・デ・トゥルテンゴ公爵（スペイン語版）（1627年）マルシージャ家
- モンテアレグレ公爵（スペイン語版）（1633年）カスティジェホ家
- リバス公爵（スペイン語版）（1641年）サインス家
- アブランテシュ公爵（スペイン語版）（1642年スレタ家
- アマルフィ公爵（スペイン語版）（1642年）セオアネ家
- パラタ公爵（スペイン語版）（1646年）ウルサイス家
- ノーチェラ公爵（スペイン語版）（1656年）バルボ・ベルトーネ家
- モントロ公爵（スペイン語版）（1660年）マルティネス・デ・イルホ家（スペイン語版）
- ミランダ公爵（スペイン語版（1664年）シルバ家（スペイン語版）
- リナレス公爵（スペイン語版）（1667年）ズレータ家
- アヴェイロ公爵（スペイン語版）（1681年）
- アルマサン公爵（スペイン語版）（1698年）レンカストレ家
- ソトマヨル公爵（スペイン語版）（1703年）マルティネス・デ・イルホ家（スペイン語版）
- モンテジャノ公爵（スペイン語版）（1705年）ファルコ家
- リリア・イ・ヘリカ公爵（スペイン語版）（1707年）フィツ＝ハメス・ステュアルト家
- アトリスコ公爵（スペイン語版）（1708年） バロン家
- アルコ公爵（スペイン語版）（1715年） ファルコ家
- ブルノンヴィル公爵（スペイン語版）（1717年） シルバ家（スペイン語版）
- ソルフェリノ公爵（スペイン語版）（1717年）ランザ家
- アリオン公爵（スペイン語版）（1725年）コルドバ家（スペイン語版）
- アルヘテ公爵（スペイン語版）（1728年）オソリオ家（スペイン語版）
- グラナダ・デ・エガ公爵（スペイン語版）（1729年）マルトス家
- モンテマール公爵（スペイン語版）（1735年）オソリオ家（スペイン語版）
- サンティステバン・デル・プエルト公爵（スペイン語版）（1738年）メディナ家
- グリマルディ公爵（スペイン語版）（1777年）マルケス家
- アルモドバル・デル・リオ公爵（スペイン語版）（1780年）オヨス家
- パルキー公爵（スペイン語版）（1780年）オソリオ家（スペイン語版）
- サン・カルロス公爵（スペイン語版）（1780年）フェルナンデス＝ビジャベルデ家
- ラ・アルクディア公爵（スペイン語版）（1792年）ルスポリ家
- ラ・ロカ公爵（スペイン語版）（1793年）フィツ＝ハメス・ステュアルト家
- サン・ロレンソ・デ・バルエルモソ公爵（スペイン語版）（1794年） オソリオ家（スペイン語版）
- ゴル公爵（スペイン語版）（1803年）アルバレス・ド・ボオルケス家（スペイン語版）
- スエカ公爵（スペイン語版）（1804年）ルスポリ家
- タマメス公爵（スペイン語版）（1805年）メシーア家
- シウダ・ロドリゴ公爵（1812年）ウェルズリー家
- フェルナンド・デ・キロガ公爵（スペイン語版）（1815年）メルガレホ家
- サン・フェルナンド・ルイス公爵（スペイン語版）（1816年）レヴィ＝ミルポワ家
- フェルナン＝ヌニェス公爵（スペイン語版）（1817年）ファルコ家
- カストロ＝テレノ公爵（スペイン語）（1825年）サンチェス・ナバーロ家
- セビリア公爵（スペイン語版）（1823年）ボルボン家
- ネミ公爵（スペイン語版）（1828年）セオドリ＝ブラスキ家（スペイン語版）
- ノブレハス公爵（スペイン語版）（1829年）エガーニャ家
- アルマサン＝プリースト公爵（スペイン語版）（1830年）カステラーヌ家
- アルメナーラ・アルタ公爵（スペイン語版）（1830年）マルトレル家
- サンタ・クリスティーナ公爵（スペイン語版）（1830年）マルケス家
- バイレン公爵（スペイン語版）（1833年）カロンデレ家
- サラゴサ公爵（スペイン語版）（1834年）トレド家（スペイン語版）
- アウマダ公爵（スペイン語版）（1836年）グスマン家（スペイン語版）
- ラ・ビクトリア・デ・ラス・アメスコア公爵（スペイン語版）（1836年）オラー家
- ラ・ビクトリア公爵（スペイン語版）（1837年）モンテスシーノ＝エスパルテーロ家
- リアンサレス公爵（スペイン語版）（1844年）ムニョス家
- ラ・コンキスタ公爵（スペイン語版）（1847年）エガーニャ家
- タランコン公爵（スペイン語版）（1847年）パラ家
- ラ・ウニオン・デ・キューバ公爵（スペイン語版）（1847年）キロス家
- バレンシア公爵（スペイン語版）（1847年）ナルバエス家
- セルクラエス公爵（スペイン語版）（1856年）グスマン家（スペイン語版）
- カストロ＝エンリケス公爵（スペイン語版）（1858年）アロスピデ家
- レグラ公爵（スペイン語版）（1859年）デル・バジェ家
- テトゥアン公爵（スペイン語版）（1860年）オドンネル家
- ラ・トレ公爵（スペイン語版）（1862年）カンプス家
- ビヴォーナ公爵（スペイン語版）（1865年）ファルコ家
- オルナチュエロス公爵（スペイン語版）（1868年）ホーセス家
- アルモドバル・デル・バジェ公爵（スペイン語版）（1871年）マルテル家
- ロス・カスティジェホ公爵（スペイン語版）（1871年）ムンタダス＝プリム家
- ガリステオ公爵（スペイン語版）（1871年）メシーア家
- プリム公爵 （スペイン語版）（1871年）ムンタダス＝プリム家
- エリオ公爵（スペイン語版）（1875年）エリオ家
- サントナ公爵（スペイン語版）（1875年）ミトハンス家
- ビスタ＝アレグレ公爵（スペイン語版）（1876年）サンチェス・ド・トカ家
- ビスタエルモサ公爵（スペイン語版）（1879年）ガルシア＝ロイゴリ家
- デニア・イ・タリファ公爵（スペイン語版）（1882年）ホーエンローエ＝ランゲンブルク家（ドイツ語版）
- ドゥルカル公爵（スペイン語版）（1885年）パティーノ家
- マルチェナ公爵（スペイン語版）（1885年）ウォルフォード・ホーキンス家
- アンソラ公爵（スペイン語版）（1887年） ウォルフォード・ホーキンス家
- サント・マウロ公爵（スペイン語版）（1890年）フェルナンデス＝ビジャベルデ家
- セオ・デ・ウルヘル公爵（スペイン語版）（1891年）ビラリョンガ家
- カノバス・デル・カスティーリョ公爵（スペイン語版）（1901年）コルドバ家
- アルホナ公爵（スペイン語版）（1902年）イルホ家
- アレバロ・デル・レイ公爵（スペイン語版）（1903年）ロヘンディオ家
- アンドリア公爵（スペイン語版）（1904年） トゴレス家
- アルへシラス公爵（スペイン語版）（1906年）カリソサ家
- トバル公爵（スペイン語版）（1906年）フィゲロア家
- ラス・トレス公爵（スペイン語版）（1907年）フィゲロア家
- ピノエルモソ公爵（スペイン語版）（1907年）バレラ家
- カナレハス公爵（スペイン語版）（1913年）カナレハス家
- エルナニ公爵（スペイン語版）（1914年）ボルボン家
- パルセント公爵（スペイン語版）（1914年）ラ・セルダ家
- トラヴェル・デ・ラ・レイナ公爵（スペイン語版）（1914年）シルバ家（スペイン語版）
- サンタ・エレナ公爵（スペイン語版）（1917年）ボルボン家
- ルビ公爵（スペイン語版）（1920年）ウェイレル家
- ダトゥ公爵（スペイン語版）（1921年）ロス・モンテーロス家
- マウラ公爵（スペイン語版）（1930年）ペレス＝マウラ家
- サント・ボーノ公爵（スペイン語版）（1958年）デル・アルカサル家
- フェルナンデス＝ミランダ公爵（スペイン語版）（1977年）フェルナンデス＝ミランダ家
- スアレス公爵（スペイン語版）（1981年）スアレス家
- ソリア公爵（スペイン語版）（1981年）ボルボン家
- ルーゴ公爵（スペイン語版）（1995年）ボルボン家

### 国民記憶法により廃止された公爵位
2022年10月、国民記憶法の施行により、以下の公爵位が強制的に称号廃止となった。
- カルボ＝ソテーロ公爵（スペイン語版）（1948年）カルボ＝ソテーロ家
- モラ公爵（スペイン語版）（1948年）モラ家
- プリモ・デ・リベラ公爵（スペイン語版）（1948年）プリモ・デ・リベラ家
- カレーロ＝ブランコ公爵（スペイン語版）（1973年）空位
- フランコ公爵（1975年）マルティネス＝ボルディウ家

## ロシアの公爵
帝政ロシアの貴族は17世紀以前のボヤール（モスクワ大公国以前からの諸侯）に由来するものと、18世紀以降ロシア帝国初代皇帝ピョートル1世が制定した官等表に基づいて貴族になった官僚貴族のドヴォリャンストヴォに分けられるが、ボヤールも官僚としての勤務で官等表に組み込まれ、ドヴォリャンストヴォ化したので両者は同質化していった。
ロシア貴族の称号は当初は公爵（クニャージ、Князь、knyaz）しかなかったが、ピョートル1世はドイツと同じ伯爵位（グラフ、граф, graf）、イギリスと同じ男爵位（バロン、барон、baron）を加えて爵位制度を作った。また皇族の称号として大公（ヴェリーキー・クニャージ、Великий князь）があった。
帝政ロシア時代の公爵家にはドルゴルーコフ家、ゴリツィン家、ロプーヒン＝デミドフ家、カンテミール家、ポチョムキン家、オボレンスキー家（ロシア語版）、ゴルチャコフ家、ロバノフ＝ロストフスキー家、ユスポフ家、ヴォルコンスキー家などがあった。
帝政ロシアの貴族の特徴はロマノフ朝皇帝権力に強く従属し、勤務義務を負っていることだった。その原因の一つとしてロシア貴族は伝統的に均分相続法によって所領が細分化しやすかったため、官僚として働いて生活費を稼ぐ必要のある者が多かったことがあげられる。またロマノフ皇帝は絶対権力者であるので、その近くで勤務することは自分の権力と財産を拡大させるチャンスであった。
しかし18世紀を通じて貴族の勤務義務は徐々に緩和されていき、1762年のピョートル3世の布告で廃止された。貴族の領地と農奴を私有財産として保障した1785年のエカチェリーナ2世の特権認可状は貴族を身分に再編しようというものだったが、実際にロシア貴族に身分意識が生まれたのは19世紀以降だった。
ロシア貴族が住む屋敷はウサージバと呼ばれた。
ロシア革命により貴族身分は廃止され、ソビエト連邦時代を通じて貴族家系の出身者は迫害・抑圧されたが、ソビエト連邦の崩壊後には貴族の子孫たちが自分の先祖の再評価の出版を相次いで行っている。

### 文献資料
- 日本の公爵について
  - 浅見雅男『華族誕生 名誉と体面の明治』リブロポート、1994年（平成6年）。
  - 居相正広「明治四年衆華族ヲ便殿ニ召シ賜リタル 勅諭」『華族要覧』第1輯、東京：居相正広、1925年（大正13年8月編輯）、1-44 (コマ番号0005.jp2-0028.jp2)頁。doi:10.11501/1018502。2021年2月20日閲覧。全国書誌番号:43045309。
  - 小田部雄次『華族 近代日本貴族の虚像と実像』中央公論新社〈中公新書1836〉、2006年（平成18年）。ISBN 978-4121018366。
  - 華族大鑑刊行会『華族大鑑』日本図書センター〈日本人物誌叢書7〉、1990年（平成2年）。ISBN 978-4820540342。
  - 酒井美意子『ある華族の昭和史　上流社会の明暗を見た女の記録』主婦と生活社、1982年（昭和57年）。ISBN 978-4061835283。
  - 内藤一成『貴族院』同成社〈同成社近現代史叢書〉、2008年（平成20年）。ISBN 978-4886214188。
  - 原口大輔『貴族院議長・徳川家達と明治立憲制』吉田書店、2018年。ISBN 978-4905497684。
  - 百瀬孝『事典 昭和戦前期の日本―制度と実態』吉川弘文館、1990年。ISBN 978-4642036191。
- 中国の公爵について
  - 石黒ひさ子「「五等爵制」再考」『駿台史學』第129巻、明治大学史学地理学会、2006年12月25日、1-20頁、ISSN 05625955、NAID 120001439019。
  - 今堀誠二「唐代封爵制拾遺」『社会経済史学』第12巻第4号、社会経済史学会、1942年、419-451頁、doi:10.20624/sehs.12.4_419、ISSN 0038-0113、NAID 110001212961。
  - 袴田郁一「両晉における爵制の再編と展開 : 五等爵制を中心として」『論叢アジアの文化と思想』第23号、アジアの文化と思想の会、2014年12月、79-134頁、ISSN 1340-3370、NAID 120005819881。
- イギリスの公爵について
  - 小林章夫『イギリス貴族』講談社〈講談社現代新書1078〉、1991年(平成3年)。ISBN 978-4061490789。
  - 田中嘉彦「英国ブレア政権下の貴族院改革 : 第二院の構成と機能」『一橋法学』第8巻第1号、一橋大学大学院法学研究科、2009年3月、221-302頁、doi:10.15057/17144、ISSN 13470388、NAID 110007620135。
  - 前田英昭『イギリスの上院改革』木鐸社、1976年。ASIN B000J9IN6U。
  - 森護『英国の貴族 遅れてきた公爵』大修館書店、1987年（昭和62年）。ISBN 978-4469240979。
- フランスの公爵について
  - 上垣豊「<論説>一九世紀フランスの貴族と近代国家 : 七月革命の前と後」『史林』第78巻第4号、史学研究会 (京都大学文学部内)、1995年7月、612-648頁、doi:10.14989/shirin_78_612、ISSN 03869369、NAID 120006597863。
  - 柴田三千雄、樺山紘一、福井憲彦『フランス史〈1〉先史~15世紀』山川出版社〈世界歴史大系〉、1995年。ISBN 978-4634460904。
  - 柴田三千雄、樺山紘一、福井憲彦『フランス史〈2〉16世紀~19世紀なかば』山川出版社〈世界歴史大系〉、1996年。ISBN 978-4634461000。
  - 中野隆生、加藤玄『フランスの歴史を知るための50章』明石書店〈エリアスタディーズ179〉、2020年。ISBN 978-4750350219。
  - 山本浩三「第二共和国憲法(訳)」『同志社法学』第11巻第1号、同志社法學會、1959年6月、46-57頁、doi:10.14988/pa.2017.0000009300、ISSN 03877612、NAID 110000400917。
- ドイツの公爵について
  - 成瀬治、山田欣吾、木村靖二『ドイツ史〈1〉先史~1648年』山川出版社〈世界歴史大系〉、1997年。ISBN 978-4634461208。
  - 成瀬治、山田欣吾、木村靖二『ドイツ史〈2〉1648年~1890年』山川出版社〈世界歴史大系〉、1996年。ISBN 978-4634461307。
- スペインの公爵について
  - 関哲行、中塚次郎、立石博高『スペイン史〈1〉古代~近世』山川出版社〈世界歴史大系〉、2008年。ISBN 978-4634462045。
  - 坂東省次『現代スペインを知るための60章』明石書店〈エリアスタディーズ116〉、2013年。ISBN 978-4750337838。
- ロシアの公爵について
  - 川端香男里、佐藤経明 編『新版 ロシアを知る事典』山川出版社、2004年。ISBN 978-4582126358。
  - 坂内知子「ロシア貴族とウサージバ : A・オレーニンと別邸プリユーチノ(1)」『人文・自然研究』第6巻、一橋大学大学教育研究開発センター、2012年、164-181頁。
  - 秦郁彦 編『世界諸国の組織・制度・人事　1840―2000』東京大学出版会、2001年(平成13年)。ISBN 978-4130301220。
- その他
  - 新村出編『広辞苑 第六版』（岩波書店、2011年）ISBN 400080121X
  - 松村明編『大辞林 第三版』（三省堂、2006年）ISBN 4385139059